# Warp Riders
Warp Riders är det tredje studioalbumet av det amerikanska heavy metal-bandet The Sword. Albumet släpptes 24 augusti 2010 på skivbolaget Kemado Records. Det är ett konceptalbum med en handling i science fiction-miljö.

## Låtlista
1. "Acheron/Unearthing the Orb" - 3:43
2. "Tres Brujas" - 4:09
3. "Arrows in the Dark" - 4:30
4. "The Chronomancer, Pt.1: Hubris" - 7:35
5. "Lawless Lands" - 5:09
6. "Astraea's Dream" - 3:23
7. "The Warp Riders" - 3:57
8. "Night City" - 3:50
9. "The Chronomancer, Pt. 2: Nemesis" - 5:49
10. "(The Night the Sky Cried) Tears of Fire" - 6:11